# Mimocoris
Mimocoris is een geslacht van wantsen uit de familie van de Miridae (Blindwantsen). Het geslacht werd voor het eerst wetenschappelijk beschreven door Scott in 1872.

## Soorten
Het genus bevat de volgende soorten:

- Mimocoris coarctatus (Mulsant & Rey, 1852)
- Mimocoris rugicollis (A. Costa, 1853)